# Tokarnia (gmina)
Tokarnia (do 1954 gmina Łętownia) – gmina wiejska w województwie małopolskim, w powiecie myślenickim. W latach 1975–1998 gmina położona była w województwie krakowskim.
Siedziba gminy to Tokarnia.
Według danych z 30 czerwca 2004 gminę zamieszkiwało 8029 osób. Natomiast według danych z 31 grudnia 2017 roku gminę zamieszkiwało 8730 osób.
Według danych z 31 grudnia 2019 roku gminę zamieszkiwało 8820 osób.

## Struktura powierzchni
Według danych z roku 2002 gmina Tokarnia ma obszar 68,85 km², w tym:
- użytki rolne: 45%
- użytki leśne: 47%

Gmina stanowi 10,23% powierzchni powiatu.

## Demografia

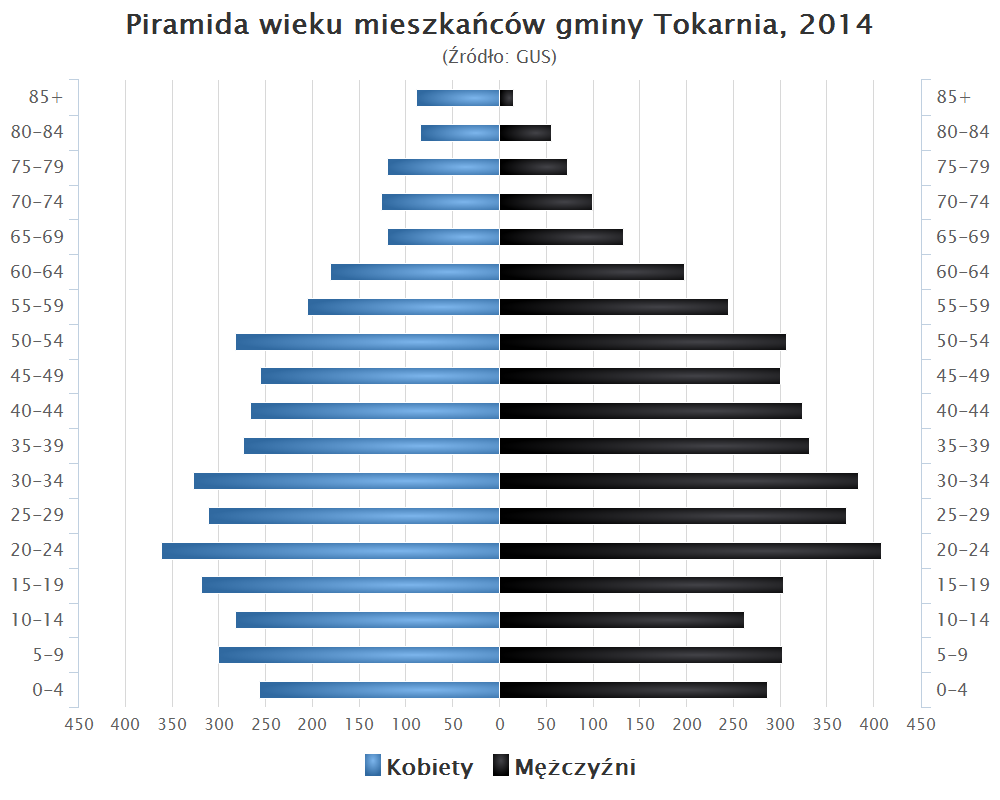
Piramida wieku mieszkańców gminy Tokarnia w 2014 roku

Dane z 30 czerwca 2004:
| Opis                              | Ogółem | Ogółem | Kobiety | Kobiety | Mężczyźni | Mężczyźni |
| --------------------------------- | ------ | ------ | ------- | ------- | --------- | --------- |
| jednostka                         | osób   | %      | osób    | %       | osób      | %         |
| populacja                         | 8029   | 100    | 3900    | 48,6    | 4129      | 51,4      |
| gęstość zaludnienia (mieszk./km²) | 116,6  | 116,6  | 56,6    | 56,6    | 60        | 60        |

## Sołectwa
Bogdanówka, Krzczonów, Skomielna Czarna, Tokarnia, Więciórka, Zawadka.

## Sąsiednie gminy
Budzów, Jordanów, Lubień, Maków Podhalański, Pcim